# Der Pakt mit dem Teufel (Raumschiff Enterprise – Das nächste Jahrhundert)
Der Pakt mit dem Teufel (Originaltitel: Devil's Due) ist die 13. Folge der vierten Staffel der US-amerikanischen Science-Fiction-Fernsehserie Raumschiff Enterprise – Das nächste Jahrhundert. Sie wurde in den Vereinigten Staaten über Syndication vermarktet und erstmals am 4. Februar 1991 auf verschiedenen Fernsehsendern ausgestrahlt. In Deutschland war sie zum ersten Mal am 7. März 1994 in einer synchronisierten Fassung auf Sat.1 zu sehen.

## Handlung
Im Jahr 2367 bei Sternzeit 44474.5 erhält die Enterprise einen Notruf von einer Forschungsstation der Föderation auf dem Planeten Ventax II. Laut dem Leiter Howard Clark ist auf dem Planeten eine Massenhysterie ausgebrochen, da die Bevölkerung das nahe Ende der Welt erwartet. Als die Enterprise eintrifft, kann sie nur noch Clark an Bord beamen. Die restlichen Forscher werden von einer aufgebrachten Menge als Geiseln genommen. Clark erklärt, die Ventaxianer waren einst eine technologisch hoch entwickelte Gesellschaft, doch vor tausend Jahren kehrten sie zurück zu einer eher landwirtschaftlich geprägten Lebensweise. Seitdem führen sie ein friedliches und idyllisches Leben. Die plötzliche Hysterie rührt daher, dass die Ventaxianer glauben, der Wandel in ihrer Gesellschaft sei durch einen Vertrag mit einem höheren Wesen namens Ardra zustande gekommen. Ardra ist mit dem Teufel vergleichbar und laut Legende soll sie den Ventaxianern geholfen haben, alle Übel wie Hunger und Krieg zu überwinden, unter der Bedingung, dass sie nach tausend Jahren wiederkehren und dann über den Planeten herrschen wird. Eine Reihe kleinerer Erdbeben scheint nun Ardras Wiederkehr anzukündigen. Zudem ist sie Acost Jared, dem Führer des Planeten, in Visionen erschienen.
Captain Picard trifft sich auf dem Planeten mit Jared, um über die Befreiung der Geiseln zu reden, als plötzlich eine Frau erscheint, die sich als Ardra vorstellt. Sie verlangt die Übergabe der Macht und Jared ist bereit, ihr zu dienen. Sie veranlasst die Freilassung der Geiseln und Picard kehrt mit ihnen auf die Enterprise zurück. Er ist allerdings nicht bereit, ihr einfach so den Planeten zu überlassen, denn bisher deutet nichts darauf hin, dass sie wirklich die ist, für die sie sich ausgibt. Alles, was sie bislang vorgeführt hat, ist grundsätzlich auch mit technischen Mitteln zu erreichen. Sie könnte also auch eine Betrügerin sein. Er beauftragt seinen zweiten Offizier, den Androiden Data, mit einem gründlichen Studium des vor tausend Jahren geschlossenen Vertrags. Unerwartet taucht Ardra auf der Brücke der Enterprise auf. Sie behauptet, laut Vertrag würde ihr nicht nur alles auf dem Planeten, sondern auch in der Luft und im Orbit gehören, was auch die Enterprise mit einschließt. Data bestätigt, dass der Vertrag so interpretiert werden könnte.
Während Data nach einem juristischen Schlupfloch sucht, entführt Ardra Picard auf den Planeten. Data holt ihn mit einem Shuttle ab und erklärt, dass er eine mögliche Lösung gefunden hat. Bei Rechtsstreitigkeiten mit Außenweltlern ist es nach ventaxianischem Recht möglich, ein neutrales Schiedsgericht anzurufen. Data und Picard treten den Rückflug zur Enterprise an, doch kurz bevor sie sie erreichen, verschwindet sie einfach. Die Scanner der Forschungsstation können keine Spur des Schiffs ausmachen, dafür stellen sie aber eine hohe Konzentration von Z-Partikeln fest, die auf eine versteckte Energiequelle hindeuten.
Picard fordert von Ardra die Einberufung eines Schiedsgerichts. Sie hat darauf zunächst keine Lust, denn sie hat nichts zu gewinnen, da ihr der Planet ja bereits gehört. Schließlich erklärt sie sich doch einverstanden, denn Picard verspricht, mit Körper, Geist und Seele ganz ihr zu gehören, wenn sie den Prozess gewinnen sollte. Als Schiedsrichter wählt Ardra Data, da er als Android sein Urteil ohne Emotionen fällen wird.
Picard versucht während des Prozesses, Ardras Übernatürlichkeit in Zweifel zu ziehen, indem er Jared detailliert über die gesellschaftlichen Veränderungen vor tausend Jahren berichten lässt. Nach seinen Schilderungen wurde zwar ein Vertrag mit Ardra geschlossen, doch die Reformen wurden letztlich von den Ventaxianern selbst durchgeführt. Ardra argumentiert nicht dagegen, sondern demonstriert stattdessen ihre Macht, indem sie die Erde erbeben lässt und sich in den Teufel verwandelt. Picard kann hierfür keine Erklärung liefern. Allerdings erfährt er von seinem Chefingenieur Geordi La Forge, dass während Ardras Vorführung von der Forschungsstation ein erneuter Anstieg von Z-Partikeln gemessen wurde. Das erlaubt La Forge, ein Raumschiff zu orten, das mutmaßlich Ardra gehört. Es besitzt eine nur mäßig funktionierende Tarnvorrichtung und es hat seinen Tarnschild um die Enterprise erweitert, die sich nach wie dort befindet, wo sie sein sollte. Der Kontakt zur Enterprise kann wiederhergestellt werden und Picard ist jetzt in der Lage, den Spieß umzudrehen. Auch er führt nun vor, wie er sich verwandeln und die Erde erbeben lassen kann, während er zugleich Ardras Schiff entern lässt und ihr damit den Zugriff auf dessen Systeme verwehrt. Die Durchsuchung ihres Schiffs ergibt, dass sie in mehreren Sternensystemen wegen Betrugs gesucht wird. Ardra erklärt eilig, dass sie ihre Ansprüche auf Ventax II aufgibt, und will sich zurückziehen. Jared lässt sie jedoch umgehend verhaften und Data stellt fest, dass der Vertrag durch ihren Verzicht null und nichtig geworden ist.

## Verbindungen zu anderen Star-Trek-Produktionen
Einige Elemente aus dieser Folge wurden in mehreren späteren Star-Trek-Produktionen wieder aufgegriffen:
- Gre'thor, das klingonische Äquivalent der Hölle, und Fek'lhr, der Wächter dieses Totenreichs, werden hier erstmals erwähnt. Sie kommen später in zahlreichen weiteren Folgen mehrerer Serien erneut vor.
- In Folge 3.09 (Das große Missverständnis) von Star Trek: Lower Decks aus dem Jahr 2022 gibt es eine Anspielung auf Ardra.

## Produktion

### Drehbuch
Die Folge basiert auf einer Idee, die Gene Roddenberry ursprünglich für die Originalserie Raumschiff Enterprise verwenden wollte. In den 1970er Jahren wurde sie zu einem Drehbuch für die nicht realisierte Serie Star Trek: Phase Two ausgearbeitet. Da die Produktion der zweiten Staffel von Raumschiff Enterprise – Das nächste Jahrhundert durch den Autorenstreik von 1988 stark beeinträchtigt war, wurden einige der alten Drehbücher von Star Trek: Phase Two für eine Wiederverwertung in Betracht gezogen. Letztendlich wurde in der zweiten Staffel aber nur die Folge Das Kind verwirklicht und Der Pakt mit dem Teufel dann erst im Rahmen der vierten Staffel produziert.
In der ursprünglichen Geschichte hieß der Planet nicht Ventax II, sondern Neuterra. Der Hochstapler war ein Mann und sollte Komether heißen. Anstelle von Data sollte der Computer der Enterprise als unparteiischer Richter dienen.

### Darsteller
Für die Rolle der Ardra wurden auch Stella Stevens und Adrienne Barbeau in Betracht gezogen. Schließlich entschied man sich für Marta DuBois. Sie hatte schon für mehrere frühere Folgen vorgesprochen, doch erst die Rolle der Ardra erschien passend für sie.
Paul Lambert, Darsteller von Howard Clark, hatte zuvor bereits Melian in Folge 1.17 (Die Sorge der Aldeaner) gespielt.
Marcelo Tubert, Darsteller von Acost Jared, spielte auch Mister Alvarez in Folge 2.03 (Assimilation) von Star Trek: Picard.
Der nur über Funk zu hörende Transporterchief der Enterprise wurde im englischen Original von einer unbekannten Person gesprochen. In der deutschen Synchronfassung wurde impliziert, dass es sich bei dieser Figur um Miles O’Brien (Colm Meaney) handelt, indem der Text von Meaneys Standard-Synchronsprecher Jörg Döring eingesprochen wurde.

## Rezeption
Kostümdesigner Robert Blackman wurde 1991 für seine Arbeit in dieser Folge für einen Primetime Emmy Award in der Kategorie „Bestes Kostümdesign für eine Serie“ nominiert.
Keith DeCandido bewertete Der Pakt mit dem Teufel 2012 auf tor.com als eine ziemlich schlechte Folge von Raumschiff Enterprise – Das nächste Jahrhundert. Er fand es unverständlich, dass zu diesem Produktionszeitpunkt auf einen alten Drehbuchentwurf zurückgegriffen wurde. Die Geschichte fand er albern und lediglich das Schauspiel von Marta DuBois sowie Data in der Rolle des Richters seien sehenswert.
James Whitbrook führte Der Pakt mit dem Teufel 2017 auf gizmodo.com in einer Liste der 15 sonderbarsten Folgen von Raumschiff Enterprise – Das nächste Jahrhundert auf Platz 8.

## Parodien und Anspielungen
1994 wurden etwa 2 Minuten von Der Pakt mit dem Teufel in Rahmen des Fandub-Projekts Sinnlos im Weltraum parodistisch neu auf Deutsch synchronisiert.